# Strange+
Strange+ (ストレンジ・プラス?, Sutorenji Purasu) è un manga di genere umoristico scritto e disegnato da Verno Mikawa e pubblicato da Ichijinsha sin dal primo numero inaugurale della rivista Monthly Comic Zero Sum nel 2002. Agli inizi 2014 ne è stata trasmessa una prima versione animata, una serie anime dal titolo omonimo, mentre dal luglio dello stesso anno sono iniziate le trasmissioni della seconda stagione di corti: Sin Strange+.

## Trama
Ko inizia a girare per le malfamate periferie, in cerca del fratello maggiore scomparso, Takumi. Quando i due si rincontrano, Takumi ha aperto da tempo un'agenzia investigativa ed è ora un detective. Incapace di smuovere l'inamovibile fratello, a Ko non rimane dunque che unirsi all'agenzia. Iniziano così le avventure di un buffo gruppo di giovani - prevedendo spesso esperienze al limite del demenziale e dell'impossibile - in lotta contro criminali perversi e malfattori.

## Personaggi
Kō (恒?)
Doppiato da Tomokazu Seki
Secondo in comando e fratello minore di Takumi. Sebbene del gruppo sia quello più attento a trasmettere un'immagine di serietà e disciplina, nutre dei sentimenti affettivi platonicamente incestuosi nei confronti del fratello, verso il quale è molto geloso. Questa ossessione per Takumi gli causa assai frequentemente spiacevoli ed imbarazzanti situazioni di fronte a clienti e colleghi.
Takumi (巧美?)
Doppiato da Jun Fukuyama
Leader del gruppo e fratello maggiore di Ko. Nonostante sia il membro più anziano fra i detective, ha un'aria da ragazzino in età preadolescenziale, uno shota – sebbene lui preferisca definirsi bishōnen. Inoltre ad aumentare la confusione degli altri circa il sesso del ragazzo, questi non disdegna pratiche crossdressing.
Masamune (正宗?)
Doppiato da Ryōtarō Okiayu
Macho e virile, Masamune nonostante l'aspetto ha spesso degli atteggiamenti da otaku, attaccato a livello maniacale a riviste e uscite speciali e/o in edizione limitata.
Miwa (美羽?)
Doppiata da Satsuki Yukino
Dalle forme seducenti e dotata di forza incredibile, Miwa è l'unica donna della compagnia, un'ottima lanciatrice di coltelli oltre che esperta in pratiche BDSM.
Ozu (尾杜?)
Doppiato da Toshiyuki Morikawa
Chirurgo e medico senza licenza in un edificio fatiscente delle periferie, è un fidato conoscente di Takumi. Il suo carattere svampito lo rende tuttavia molte volte inaffidabile.
Dorothy (ドロシー?, Doroshī)
Doppiata da Taeko Kawata
Assistente di Ozu dall'aspetto angelico ed innocente di bambina lolita.
Kyōya (恭宇夜?)
Doppiato da Mitsuki Saiga
Otaku rivale di Masamune e cosplayer.
Kiyoko (貴世子?)
Doppiata da Ayano Terasaki
Liceale figlia di un potente uomo d'affari cliente di Takumi. Protetta per ordine del padre  dall'agenzia investigativa, ha un debole per Ko verso il quale si mostra tuttavia ostile, svelando così il lato tsundere del suo carattere.
Rusty Nail (ラスティ・ネイル?, Rusuti Neiru)
Doppiata da Shoko Nagahiro
Famosa ladra ricercata, Rusty Nail viene tuttavia sconfitta dallo sgangherato gruppo di detective e per questo giura loro vendetta, divenendo così la loro nemica numero uno.
Nana (奈々?)
Doppiata da Yukana
Mercenaria sulle tracce di Takumi e Ko che, per conto della loro famiglia, intende riportare il secondogenito a casa. Viene tuttavia convinta a desistere dalla parlantina di Takumi che, non immaginando di farle così perdere il lavoro, si vede poi costretto ad assumerla in agenzia.
Kanno (管野?)
Doppiato da Kaito Ishikawa
Capo di una banda di teppisti che si ritrova sulla strada della banda di Takumi, inizialmente convinto di poter fornteggiare senza problemi i detective privati viene miseramente sconfitto, perdendo la sua credibilità come capo e il suo ruolo. Da allora si imbatte frequentemente in Takumi e i suoi, sempre con pessime conseguenze.
Masashi (雅史?)
Doppiato da Sayako Tōjō
Ragazzino protetto delle due guardie del corpo Mera e Kaori, Masashi a dispetto dell'età è molto maturo, al punto di competere con gli adulti ed usare un atteggiamento di superiorità verso tutti. Solo grazie alle provocazioni infantili di Takumi, che loprenfde in giro per essersi innamorato di Dorothy, Masashi recupera un atteggiamento più fanciullesco.
Hanei (羽井?)
Doppiato da Kenshō Ono
Braccio destro di Kanno, dall'aria intellettuale, quando decide di scrivere un racconto perché possa essere pubblicato su una rivista, viene "carteggiato" a tutti i personaggi del cast, che tentano così di trovare posto nella sua opera.

## Manga

### Volumi
| Nº | Data di prima pubblicazione | Data di prima pubblicazione                                                 | Data di prima pubblicazione |
| Nº | Giapponese                  | Giapponese                                                                  |                             |
| -- | --------------------------- | --------------------------------------------------------------------------- | --------------------------- |
| 1  | 26 marzo 2003               | ISBN 978-4-7580-5022-7                                                      |                             |
| 2  | 24 dicembre 2003            | ISBN 978-4-7580-5053-1                                                      |                             |
| 3  | 24 luglio 2004              | ISBN 978-4-7580-5084-5                                                      |                             |
| 4  | 25 marzo 2005               | ISBN 978-4-7580-5133-0                                                      |                             |
| 5  | 25 novembre 2005            | ISBN 978-4-7580-5183-5 (ed. regolare) ISBN 978-4-7580-5184-2 (ed. limitata) |                             |
| 6  | 25 luglio 2006              | ISBN 978-4-7580-5230-6                                                      |                             |
| 7  | 25 maggio 2007              | ISBN 978-4-7580-5289-4                                                      |                             |
| 8  | 25 luglio 2008              | ISBN 978-4-7580-5360-0                                                      |                             |
| 9  | 25 giugno 2009              | ISBN 978-4-7580-5417-1                                                      |                             |
| 10 | 25 giugno 2010              | ISBN 978-4-7580-5518-5                                                      |                             |
| 11 | 25 giugno 2011              | ISBN 978-4-7580-5616-8                                                      |                             |
| 12 | 25 giugno 2012              | ISBN 978-4-7580-5714-1 (ed. regolare) ISBN 978-4-7580-5715-8 (ed. limitata) |                             |
| 13 | 25 giugno 2013              | ISBN 978-4-7580-5828-5 (ed. regolare) ISBN 978-4-7580-5829-2 (ed. limitata) |                             |
| 14 | 25 febbraio 2014            | ISBN 978-4-7580-5888-9 (ed. regolare) ISBN 978-4-7580-5889-6 (ed. limitata) |                             |
| 15 | 25 luglio 2014              | ISBN 978-4-7580-5945-9 (ed. regolare) ISBN 978-4-7580-5946-6 (ed. limitata) |                             |
| 16 | 25 aprile 2015              | ISBN 978-4-7580-3032-8 (ed. regolare) ISBN 978-4-7580-3037-3 (ed. limitata) |                             |
| 17 | 25 marzo 2016               | ISBN 978-4-7580-3170-7 (ed. regolare) ISBN 978-4-7580-3171-4 (ed. limitata) |                             |
| 18 | 25 marzo 2017               | ISBN 978-4-7580-3262-9 (ed. regolare) ISBN 978-4-7580-3263-6 (ed. limitata) |                             |
| 19 | 24 febbraio 2018            | ISBN 978-4-7580-3336-7 (ed. regolare) ISBN 978-4-7580-3337-4 (ed. limitata) |                             |

## Anime

Logo della serie anime

### Episodi
| Nº                        | Titolo italiano (traduzione letterale) Giapponese 「Kanji」 - Rōmaji | In onda           | In onda |
| Nº                        | Titolo italiano (traduzione letterale) Giapponese 「Kanji」 - Rōmaji | Giapponese        |         |
| Strange+ (12 episodi)     |                                                                      |                   |         |
| 1                         | LADRO 「THIEF」                                                      | 9 gennaio 2014    |         |
| 2                         | PRINCIPESSA 「PRINCESS」                                             | 16 gennaio 2014   |         |
| 3                         | OSPEDALE 「HOSPITAL」                                                | 23 gennaio 2014   |         |
| 4                         | Trappola 「Trap」                                                    | 30 gennaio 2014   |         |
| 5                         | Padrona 「Mistress」                                                 | 6 febbraio 2014   |         |
| 6                         | Prezioso 「Precious」                                                | 13 febbraio 2014  |         |
| 7                         | Processione 「Procession」                                           | 20 febbraio 2014  |         |
| 8                         | Intruso 「Intruder」                                                 | 27 febbraio 2014  |         |
| 9                         | Guardia 「Guard」                                                    | 6 marzo 2014      |         |
| 10                        | Maledizione 「Curse」                                                | 13 marzo 2014     |         |
| 11                        | Antico 「Antique」                                                   | 20 marzo 2014     |         |
| 12                        | Eroe 「Hero」                                                        | 27 marzo 2014     |         |
| Sin Strange+ (12 episodi) |                                                                      |                   |         |
| 1                         | Ricondotta 「Reconduct」                                             | 11 luglio 2014    |         |
| 2                         | Scambio 「Exchange」                                                 | 18 luglio 2014    |         |
| 3                         | Crimine 「Crime」                                                    | 25 luglio 2014    |         |
| 4                         | Principessa 「Princess」                                             | 1º agosto 2014    |         |
| 5                         | Resistenza 「Resistans」                                             | 8 agosto 2014     |         |
| 6                         | Fuga 「Escape」                                                      | 15 agosto 2014    |         |
| 7                         | Trattenere 「Restrains」                                             | 22 agosto 2014    |         |
| 8                         | Compito a casa 「Homework」                                          | 29 agosto 2018    |         |
| 9                         | Influenza 「Influence」                                              | 5 settembre 2014  |         |
| 10                        | Simile 「Similar」                                                   | 12 settembre 2014 |         |
| 11                        | Fiction 「Fiction」                                                  | 19 settembre 2014 |         |
| 12                        | Qualche tempo fa 「Suto Pura」                                       | 26 settembre 2014 |         |

### Colonna sonora
Strange+
- Sigla di apertura: Beauty Boy di Jun Fukuyama

Sin Strange+
- Sigla di chiusura: 3:30 -San Pun Han- di POARO